# Maestro Billy
Maestro Billy, nome artístico de Fernando “Billy” Carreiro de Mello (São Paulo, 1971), é um DJ, sound designer, produtor musical, podcaster e apresentador brasileiro, conhecido por ser um dos criadores do programa Pânico, da Jovem Pan, e por seus trabalhos no Caldeirão do Huck, da TV Globo, e no reality show Batalha de DJs, do canal pago Multishow.
Em 2007, ele foi eleito um dos 50 campeões da inovação pela revista Info, foi o primeiro podcaster a ganhar o Prêmio APCA para melhor Podcast no ano de 2007, e em 2008 ele faturou o 1º Prêmio Podcast na categoria "Personalidade do Ano".

## Biografia
Billy teve seu primeiro contato com a música aos 8 anos, quando aprendeu a tocar piano.
Formado em Publicidade e Propaganda pela FAAP, em São Paulo, Billy começou sua carreira trabalhando como telefonista na rádio Band FM, anotando "o nome da galera que queria ganhar boné e camiseta". À noite, ele trabalhava em um estúdio de gravação com o locutor Banana e com Silvio Calmon (um dos DJs pioneiros no Brasil). Nesse estúdio, eles chegaram a gravar um single para os Racionais MC's ("Voz Ativa") e também o CD Consciência Black II, álbum este que em seus créditos aparece o nome de Billy como engenheiro de som.
Nessa época, ele também fazia parte da banda Digital Disorder, que tocava cover das músicas do Joy Division e também chegou a lançar uma versão dance da música Mandy do cantor e compositor Barry Manilow, que alcançou certo sucesso nas pistas de dança no Brasil, Itália, França e Bélgica.
Nos anos 90, foi contratado pela rádio Jovem Pan 2, onde acabou se tornando um dos fundadores do programa Pânico e produtor do Djalma Jorge Show e do Ritmo da Noite.
Em 2001, foi contratado para trabalhar como DJ no programa Caldeirão do Huck, onde ficou até 2015.
Em abril de 2005, criou o primeiro podcast corporativo do Brasil, a Rádio Heineken. O podcast foi o primeiro vencedor do prêmio APCA na categoria Podcast, até então inexistente na premiação.
Na década de 2010, formou-se especialista em áudio para vídeo games na Berklee College of Music, em Boston, nos Estados Unidos. Durante o curso desenvolveu um Game Design Document, premiado como o mais inovador e completo do ano de 2016 dentro da universidade.
Em 2017, ele lançou o álbum Commute, baseado em teorias de produções de som 3D e sound design. Para isso, ele usou um gravador no bolso para registrar os sons das cidades por onde passa.
O projeto aumentou com o lançamento de singles utilizando sons de outras cidades como Tóquio, Gotemburgo e Singapura.
Com os avanços das tecnologias de Áudio 3D, em 2018 lançou o álbum Sfear & Stereo, onde utilizou processamentos de áudio ambisônico para produzir um álbum misturando versões em estéreo das músicas, e versões em audio ambisônico, enfatizando as diferenças de sonoridades e posicionamento de instrumentos em cada uma das mixagens.
Em 2019 utilizou pela primeira vez áudios criados por Inteligência Artificial, no álbum Intelligence Vol.2. A cantora Chatbot Chieko, artista principal do álbum, é uma cantora gerada por IA. Sua base de geração de fonemas é em japonês, mas Billy criou letras em inglês, gerando assim um vocal diferenciado.
Seu álbum mais recente usa Binaural Beats para criar músicas relaxantes e motivacionais.
Atualmente trabalha com a Lucha Libre Audio dentro do complexo de estúdios Riverside Studios em Berlin, desenvolvendo áudio 3D para diversos games e projetos de realidade virtual e aumentada, além de criar e produzir música utilizando Inteligência Artificial. Dentre estes projetos, vários para games em Realidade Virtual como Beat the Rhythm, Ehrlich Brothers Besenride, Darkening Tmani, Berlin 2037 e também Aliph AR.
Um dos trabalhos em que participou mais recentemente, "You Destroy, We Create", um documentário em Realidade Virtual sobre a situação da produção cultural na Ucrânia durante a guerra com a Rússia, é finalista do Emmy 2023 na categoria "Emerging Media". Billy criou e produziu todas as Músicas e Efeitos Sonoros para este projeto. 
Sobre seu trabalho com Inteligência Artificial, Billy é co-fundador da startup LAIFE, sediada em Berlin, que gera música por Inteligência Artificial para aliviar sintomas de stress, depressão e ansiedade, contando com alguns clientes na Europa e no Sudeste Asiático. 

## Discografia
Solo
- 2017 - Commute
- 2017 - Tokyo Kudasai (single)
- 2017 - Gothenburg (single)
- 2018 - Singapore (single)
- 2018 - Sfear & Stereo (utilizando ferramentas binaurais para produção musical)
- 2018 - Artificial Intelligence
- 2019 - Artificial Intelligence Vol.2
- 2019 - Artificial Intelligence Vol.3 (Magenta Edition)
- 2019 - Artificial Intelligence Vol.4
- 2019 - Binaural Beats, Frequencies
- 2023 - Decades Remix: One Voice, Five Eras
- 2024 - BCN
- 2024 - Groove Echoes
- 2024 - Forbidden Planet
- 2024 - Ragga Writer
- 2024 - AMBI (primeiro álbum de Ambient Music)

Créditos em outros trabalhos
- 1990 - Consciência Black II - produtor e engenheiro de som
- 1992 - Racionais MCs - Voz Ativa (single) - co-produtor e engenheiro de som
- 1996 - CD do "Pânico"[14] - cantor e tecladista
- 2016 - Las Bibas From Vizcaya feat Cdamore - Get Out! (Maestro Billy Radio Remix)
- 2024 - Immer:sing EP - Mischka Tomaníková - co-produtor e engenheiro de som

## Prêmios e Indicações
| Ano  | Prêmio          | Categoria            | Resultado | Ref.   |
| ---- | --------------- | -------------------- | --------- | ------ |
| 2008 | Prêmio Podcast  | Personalidade do Ano | Venceu    | [ 15 ] |
| 2013 | DJ Sound Awards | Melhor DJ de Dance   | Venceu    | [ 16 ] |

### Honrarias
- 2007 - "50 Campeões da Inovação": Revista Info[2]